# Хотано-сакски език
Сакският език е мъртъв ирански език, разпространен някога на територията на Синдзян-уйгурския автономен регион в Китай. Изчезва към 10 век, изместен от тюркски езици. Името на народа, който го е говорил е записан на гръцки като Σάκαι, а на староперсийски като saka. В китайските източници се споменава за първи път през 2 век пр. Хр.
Текстове на ирански език са открити в началото на 20 век в района на Източен Туркестан. Сравнението с изрази и думи от езика на индийските саки или „индийските скити“ (1 век пр. Хр. – 3 век сл. Хр.) установява, че този език е в действителност сакски.

## Писменост
Използва се широко разпространеното в Средна Азия през този период индийско сричково писмо брахми, пригодено към фонетичните особености на сакския език.

## Диалекти
Дели се на два диалекта, условно наречени на градовете, където са намерени текстови образци.
- хотано-сакски – засвидетелстван в будистки текстове (най-вече преводи от санскрит), намерени в манастирите и пещерите около гр. Хотан на юг от Кашгар.
- тумхуко-сакски – засвидетелстван в един-единствен ръкопис, намерен в Тумхук на север от Кашгар.

## Контакти с други езици
Сакският език е посредник между санскрит и тохарските езици, както и между санскрит и староуйгурския език, особено в областта на будистките религиозни понятия.